# Tally-ho

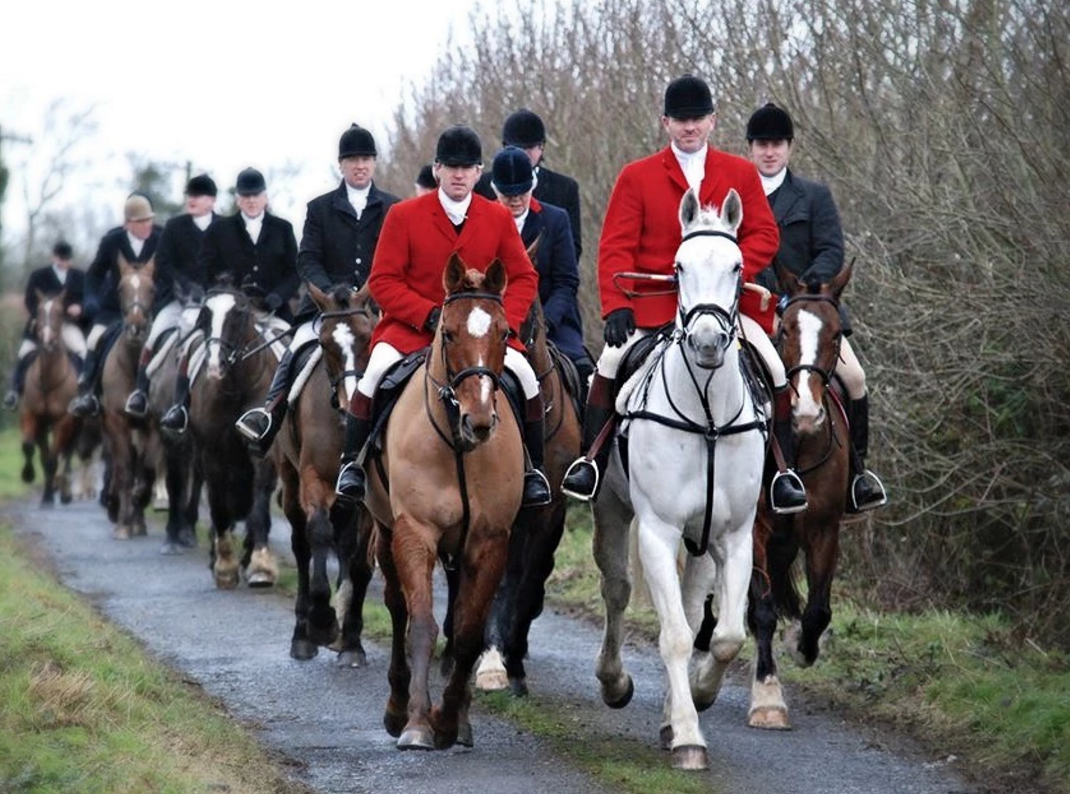
Partida de caza del zorro.

La frase tally-ho es una expresión de origen británico, originalmente utilizada en la caza del zorro, cuando la pieza era avistada por uno de los cazadores. Posteriormente su uso se extendió a otros ámbitos.

## Etimología
Tally-ho data al menos de 1772 y se cree que proviene de la palabra francesa taïaut, un grito usado para azuzar a los perros en la caza del ciervo.

## Otros usos

### Fuerzas aéreas
Esta frase fue adoptada por los pilotos de caza de la RAF durante la II Guerra Mundial, cuando avistaban un avión enemigo, para indicar el comienzo del ataque. Su uso se extendió posteriormente a todos los pilotos de países angloparlantes. Se sigue utilizando hoy en día con el mismo propósito e incluso se aplica para el ataque a objetivos terrestres, reduciéndose generalmente a "Tally". También es utilizada por pilotos de países no angloparlantes, como España.
Tally-ho es el lema del escuadrón 609 (West Ridding) de la RAF y del 604th ASOS de la USAF.

### Control de tráfico aéreo
Esta frase es utilizada también por pilotos civiles en respuesta a advertencias de tráfico cercano por parte de los controladores de tráfico aéreo. El piloto responde "Tally" o "Tally-ho" cuando avista el tráfico que se le indica.

### NASA
Tally-ho es un término utilizado por la NASA en las transmisiones entre el control de la misión y la lanzadera espacial para identificar objetos localizados en las inmediaciones de ésta.
Así mismo Tally-ho es utilizada de múltiples formas, como marca comercial, nombre de pubs, etc. e incluso da nombre a una pequeña localidad australiana en el estado de Victoria (Australia).

### Cartas
Tally-Ho es una marca de cartas fabricadas en Estados Unidos y son de la empresa "The U.S. Playing Card CO."